# 캐나다 베이컨
캐나다 베이컨(Canadian Bacon)은 미국에서 제작된 마이클 무어 감독의 1994년 영화이다. 존 캔디 등이 주연으로 출연하였고 데이비드 브라운 등이 제작에 참여하였다.
OCN과 케이블TV에서는 캐나다 침공 작전이라는 제목으로 방영되었다.

## 출연

### 주연
- 존 캔디
- 알란 알다
- 빌 넌
- 케빈 J. 오코너

### 조연
- 레아 펄만
- 케빈 폴락
- 립 톤
- G.D. 스프라들린
- 스티븐 라이트

## 제작진
- Line PD: 스튜어트 M. 베저
- 공동제작: 캐슬린 글린
- 협력프로듀서: 테리 밀러
- 미술: 캐럴 스피어
- 의상: 캐슬린 글린

## 같이 보기
- 미국-캐나다 관계